# Луї Беглі
Луї Беглі (англ. Louis Begley; 6 жовтня 1933, Стрий, нині Львівська область, Україна) — американський письменник та адвокат єврейського походження.

## Життєпис

### Дитинство та юність
Луї Беглі народився 6 жовтня 1933 року в місті Стрий (тоді Польща) і був єдиною дитиною в сім'ї лікаря. Використання підроблених документів, що засвідчували особу, які дозволяли претендувати на поляків-католиків, допомогли йому та його матері пережити німецьку спробу вбити всіх польських євреїв.
Спочатку жив із матір'ю у Львові, пізніше у Варшаві до серпня 1944 року, коли почалося Варшавське повстання. До закінчення Другої світової війни жив у Кракові, де вони зустрілися із батьком.
У 1945–1946 рр. Луї Беглі навчався в гімназії ім. Яна Собеського в Кракові. Це був його перший досвід формального навчання після дитячого садка під час радянської окупації Стрия, після якої слідувало німецьке вторгнення в Східну Польщу в 1939 році.

### Кар'єра юриста
Сім'я виїхала з Польщі восени 1946 року в Париж, а в кінці лютого 1947 року — з Парижа в Нью-Йорк, прибувши туди 3 березня 1947 року. Після закінчення Erasmus Hall High School, Беглі вивчав англійську мову та літературу в коледжі Гарвардського університету, закінчивши його із відзнакою. Служив в армії Сполучених Штатів впродовж півтора року в Німеччині в 9-ї дивізії.
У 1956 році Беглі поступив на юридичний факультет Гарвардського університету. Після його закінчення в 1959 році отримав освітній рівень бакалавра права з відзнакою, після приєднався до нью-йоркської фірми, тепер відомої як Debevoise & Plimpton. З 1 січня 1968 року служив в новоствореному офісі у Парижі. Після повернення до Нью-Йорку, Беглі багато років очолював міжнародну практику фірми. Він звільнився з фірми 1 січня 2004 року.

## Романи
- Wartime Lies[en] (Військова брехня) (1991)
- The Man Who Was Late (Людина, яка запізнилася) (1993)
- As Max Saw It (Як Макс це бачив) (1994)
- About Schmidt (Про Шмідта) (1996), став основою для однойменного фільму знятого в 2002 році
- Mistler's Exit (Пан на виході) (1998)
- Schmidt Delivered (Шмідт спасенний) (2000)
- Shipwreck (Корабельна аварія) (2003)
- Matters of Honor (Питання честі) (2007)
- Schmidt Steps Back (Шмідт крокує назад) (2011)